# Paaliaq
Paaliaq è un satellite naturale di Saturno irregolare  scoperto da Brett J. Gladman nel 2000. Dopo aver ricevuto il nome temporaneo S/2000 S 2 esso venne chiamato in via definitiva con il nome di un gigante nella mitologia Inuit. È anche noto come Saturno XX.
Paaliaq ha un diametro di 22 chilometri e orbita attorno a Saturno ad una distanza media di 15,2 Gm con un periodo di 686,9 giorni e un'inclinazione di 45,13° rispetto all'eclittica (74° rispetto all'equatore di Saturno), e un'eccentricità di 0,364. Fa parte del gruppo Inuit dei satelliti di Saturno.